# Ciampa stenoptila
Ciampa stenoptila là một loài bướm đêm trong họ Geometridae.